# Stolp Ghirlandina
Stolp Ghirlandina je zvonik stolnice v Modeni v Emiliji - Romanji v Italiji. Skupaj s stolnico in Velikim trgom (Piazza Grande) je na seznamu Unescove svetovne dediščine.
Visok je 86,12 metra in je simbol Modene, saj je viden z vseh smeri zunaj mesta.
Postavljen je bil leta 1179, imel je pet nadstropij. Prvotno se je imenoval stolp svetega Geminijana. Zaradi tekmovanja z bolonjskimi stolpi so dodali značilno osmerokotno kapo, ki jo je zasnoval mojster Arrigo iz Campioneja, eden od številnih bratov, ki so sodelovali pri prenovi stolnice od 13. do 15. stoletja. Vrh stolpa je okrašen z dvema girlandama (dvema marmornima ograjama), po katerih se imenuje.
V notranjosti je soba Sala della Secchia (s freskami iz 15. stoletja), v kateri je kopija upodobitve iz pesnitve La secchia rapita o sporu med Bologno in Modeno, ki dokazuje, da je bila v stolpu včasih zakladnica občine Modene. 
Pomembni so tudi izrezljani kapiteli stebrov v sobi Torresani v petem nadstropju. Davidov kapitel: dve kronani figuri igrata na instrumenta, obkrožena s plesalci. Kapitel sodnikov: pomen prikazanih prizorov ni jasen. Zdi se, da ima na levi kralj knjigo v roki in posluša molitev dveh žensk; na desni so obupane osebe, medtem ko se za njimi odmikata dve krilati bitji. Drugi kapiteli so povsem dekorativni.
Pet zvonov je v C-duru. Uliti so bili v renesansi.

## Obnova
Stolp so začeli obnavljati decembra 2007. Na začetku je bilo rečeno, da bo obnova končana do leta 2010, vendar se je zavlekla do septembra 2011. Med delom je bil oder skrit za umetniškim zaslonom, ki ga je naslikal italijanski kipar Mimmo Paladino. To je povzročilo zaskrbljenost v mestu zaradi  visokih stroškov in njegove ideje.
Septembra 2011 je bilo po končanih restavratorskih delih platno odstranjeno, da bi umaknili oder, in 11. novembra 2011, po štirih letih obnove, so stolp vrnili Modenčanom . Paladinovo platno je bilo razrezano na majhne koščke in razdeljene državljanom v spomin.